# روبيرتو ماروني
روبرتو ماروني (من مواليد 15 مارس 1955) هو سياسي إيطالي من فاريزي. وهو زعيم رابطة الشمال (بالإيطالية: Lega Nord)‏، الذي يسعى إلى الحكم الذاتي أو استقلال شمال إيطاليا أو بادانيا. مُنذ عام 1992 وهو عضو في مجلس النواب الإيطالي، كان وزير داخلية الجمهورية الإيطالية 1994 حتى 1995 ومن 2008 إلى 2011.

## روابط خارجية
- روبيرتو ماروني على موقع مونزينجر (الألمانية)